# Galactus

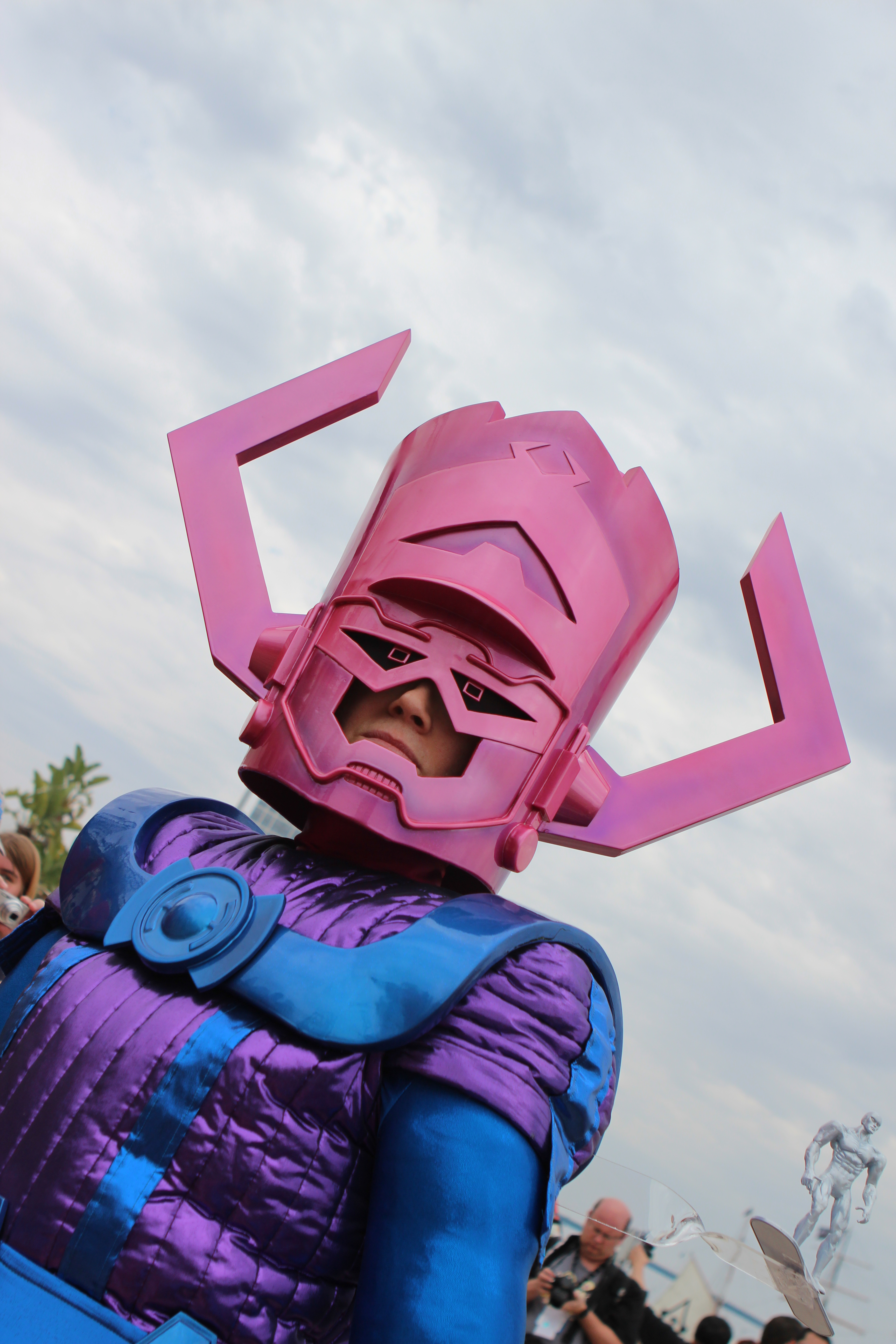
Galactus vor dem Silver Surfer als Cosplay

Galactus, manchmal auch Weltenzerstörer oder Planetenfresser genannt, ist eine Comicfigur im Universum der Marvel Comics. Galactus wurde von Jack Kirby und Stan Lee geschaffen und trat erstmals in Die Fantastischen Vier #48 auf.
Als Galactus drohte, die Erde zu zerstören, vertrieben ihn die Fantastischen Vier mit Hilfe von Galactus’ früherem Herold, dem Silver Surfer, und dem Ultimate Nullifier, einem äußerst mächtigen kosmischen Artefakt. Daraufhin schwor Galactus, die Erde auf alle Zeit in Ruhe zu lassen.

## Figur
Galan von Taa war der letzte Überlebende des Endknalls des vorigen Universums. Er war ein Forscher, der das drohende Ende des Universums untersuchte und im Brennpunkt des Endknalls in ein kosmisches Wesen transformiert wurde, während sein Universum starb. Nach dem Urknall des jetzigen Universums vervollständigte sich seine Metamorphose in einem kosmischen Ei. Nach Milliarden von Jahren „schlüpfte“ Galactus. Obwohl er nun die „kosmische Kraft“ sein Eigen nannte, war Galactus darauf angewiesen, sich von der Energie von Planeten zu ernähren, ohne die er nicht überleben kann. Er durchreist das Universum, immer auf der Suche nach Planeten, die ihm Nahrung bieten. Über Millionen von Jahren wurde er eines der gefürchtetsten Wesen im Universum, er war für die Zerstörung unzähliger außerirdischer Zivilisationen verantwortlich. Dennoch ist Galactus nicht böse, sein Handeln gleicht eher einer Naturgewalt.
Um ihm auf seiner Suche nach neuen Welten zu helfen, stattete Galactus verschiedene Herolde mit kosmischer Kraft aus. Die meisten davon rebellierten früher oder später oder versuchten, ihn zu betrügen. Seine Herolde waren der Silver Surfer, Terrax, Firelord, Air-Walker, Nova, Morg und Red Shift.
In Galactus: The Devourer (Miniserie von 1999) starb Galactus und wurde durch die vereinten Kräfte der Helden der Erde und des Shi’ar-Imperiums in einen Stern verwandelt. Seitdem ist er zurückgekehrt, unter anderem in den Serien Die Fantastischen Vier und Thanos.
Die Ultimate-Version von Galactus stellt das Hive-Bewusstsein Gah Lak Tus, eine Ansammlung von Maschinen, dar. Wie Galactus nutzt es Herolde, sogenannte Silver-Men, um Planeten zu suchen, von denen es sich ernähren kann. Als es die Erde angriff, zündete Reed Richards in seinem Inneren einen neuen Urknall und beschädigte es so sehr, dass es sich wieder zurückzog.
In Age of Ultron wurde Galactus aus dem Hauptuniversum, nachdem die Barriere zwischen den Universen kurzzeitig aufgrund der vielen Zeitreisen beschädigt war,  in das Ultimate-Universum gezogen. Dort vereinte sich Galactus mit Gah Lak Tus.
Nachdem Galactus die Ultimate-Erde angegriffen hat, wird er mithilfe von Reed Richards, Kitty Pryde und Thor in die N-Zone gesperrt.
Nachdem er zurückkehrte, heilten die Ultimates seinen Hunger und wandelten Galactus schließlich in einen Lebensspender.
Galactus tauchte auch in der Earth-X-Miniserie auf, die außerhalb der normalen Kontinuität Marvels spielte. Diese Serie enthüllte, dass Galactus ein unverzichtbarer Teil des Universums war, weil die von ihm zerstörten Planeten in Wirklichkeit „Eier“ der mächtigen Celestials waren und Galactus somit eine Überbevölkerung des Universums mit Celestials abwendete. Nachdem sich aber andere Enthüllungen von Earth X als ungültig für die normale Kontinuität erwiesen, ist dieser Aspekt von Galactus’ Handeln möglicherweise nur für Earth X gültig.

## In anderen Medien

### Realverfilmungen
- Galactus ist Teil der Handlung des Films Fantastic Four: Rise of the Silver Surfer. Wesentliche Hauptfigur ist jedoch sein Herold, der Silver Surfer; Galactus selbst wurde durch Drehbuchautor Don Payne als „übernatürliche kosmische Macht“ in Form eines gigantischen Gebildes, welches aus Rauch, Nebel und Dunkelheit besteht, dargestellt.
- In The Fantastic Four: First Steps ist Galactus der Hauptantagonist des Films, der droht, die Erde zu verschlingen, sollten ihm die Fantastic Four nicht das Kind von Reed Richards und Susan Storm übergeben.

### Zeichentrick
Galactus taucht regelmäßig in der Zeichentrickserie Silver Surfer auf. Dort ist er entsprechend seinem Comicoriginal recht menschlich: Galactus besitzt einen (übernatürlich großen) humanoiden Körper, ist redegewandt und schwebt in einer planetengroßen Raumbasis durchs All.